# Allacrotelsa
Allacrotelsa es un género de insectos primitivos en la familia Lepismatidae.